# Princípio da reserva legal
O princípio da legalidade, externado no artigo 5º , inciso II , da CF/88 , estabelece que ninguém será obrigado a fazer ou deixar de fazer alguma coisa senão em virtude de lei. Logo, as obrigações dos indivíduos só podem ser criadas por espécies normativas produzidas em conformidade com o devido processo legislativo. 
Já o princípio da reserva legal ocorre quando uma norma constitucional atribui determinada matéria exclusivamente à lei formal (ou a atos equiparados, na interpretação firmada na praxe), subtraindo-a, com isso, à disciplina de outras fontes, àquelas subordinadas . (CRISAFULLI, Vezio apud SILVA, José Afonso da. Curso de direito constitucional positivo. 22. ed. São Paulo: Malheiros, 2000. p. 421.) 
O Princípio da Reserva Legal ou princípio da Legalidade Penal determina que só será considerada como Infração penal a conduta prevista como tal na Lei. Se determinada conduta praticada pelo agente não estiver prevista como ilegal pela Lei, ela necessariamente será lícita, livre e impunível por parte do Estado.
Difere do Princípio da Legalidade convencional, o qual define como lícita e impunível qualquer conduta não proibida em Lei, princípio de caráter libertário, enquanto o Princípio da Reserva Legal objetiva limitar o poder de processar e punir indiscriminadamente os cidadãos. 
Houve tempo em que autoridades poderiam livre e indiscriminadamente classificar qualquer coisa como crime, assim como determinar livremente as punições, sem qualquer razoabilidade, tudo de acordo com a simples convicção, interesse e decisão da autoridade detentora do poder estatal. Essa situação gerou abusos, injustiças e insegurança jurídica. Após muitos séculos e lutas por parte do povo submetido, se idealizou e se impôs aos governantes, gradativamente, o limite da Lei Determinada e taxativa ao seu direito/dever de incriminar atos ilícitos e nocivos e punir os infratores.
No Brasil, o Princípio da Reserva Legal está previsto na Constituição Federal de 1988, em seu artigo 5º inciso XXXIX, o qual determina que: "Não há crime sem lei anterior que o defina...".